# Selección masculina de voleibol de Uruguay
La selección masculina de voleibol de Uruguay es el equipo representativo del país en las competiciones oficiales de voleibol. Su organización está a cargo de la Federación Uruguaya de Voleibol (FUV). Participa en los torneos organizados por la Confederación Sudamericana de Voleibol, así como en los de la Federación Internacional de Voleibol.

## Logros
Los mayores logros de la selección uruguaya son las tres medallas de plata en los sudamericanos de Río de Janeiro en 1951, Montevideo 1956 y 1971. Como también las tres medallas de bronce en Porto Alegre en 1958, Buenos Aires en 1964 y Caracas en 1969.
A su vez, también posee una participación en el Campeonato Mundial de Voleibol Masculino, celebrado en Río de Janeiro entre el 28 de octubre y el 11 de noviembre de 1960. En dicha competencia integró el Grupo A, junto a Brasil y Venezuela: cayendo derrotada en ambos encuentros y finalizando 13° en la tabla general.